# Rimatamásfalva
Koordináták: é. sz. 48° 22′ 38″, k. h. 20° 00′ 25″48.377289°N 20.006961°E

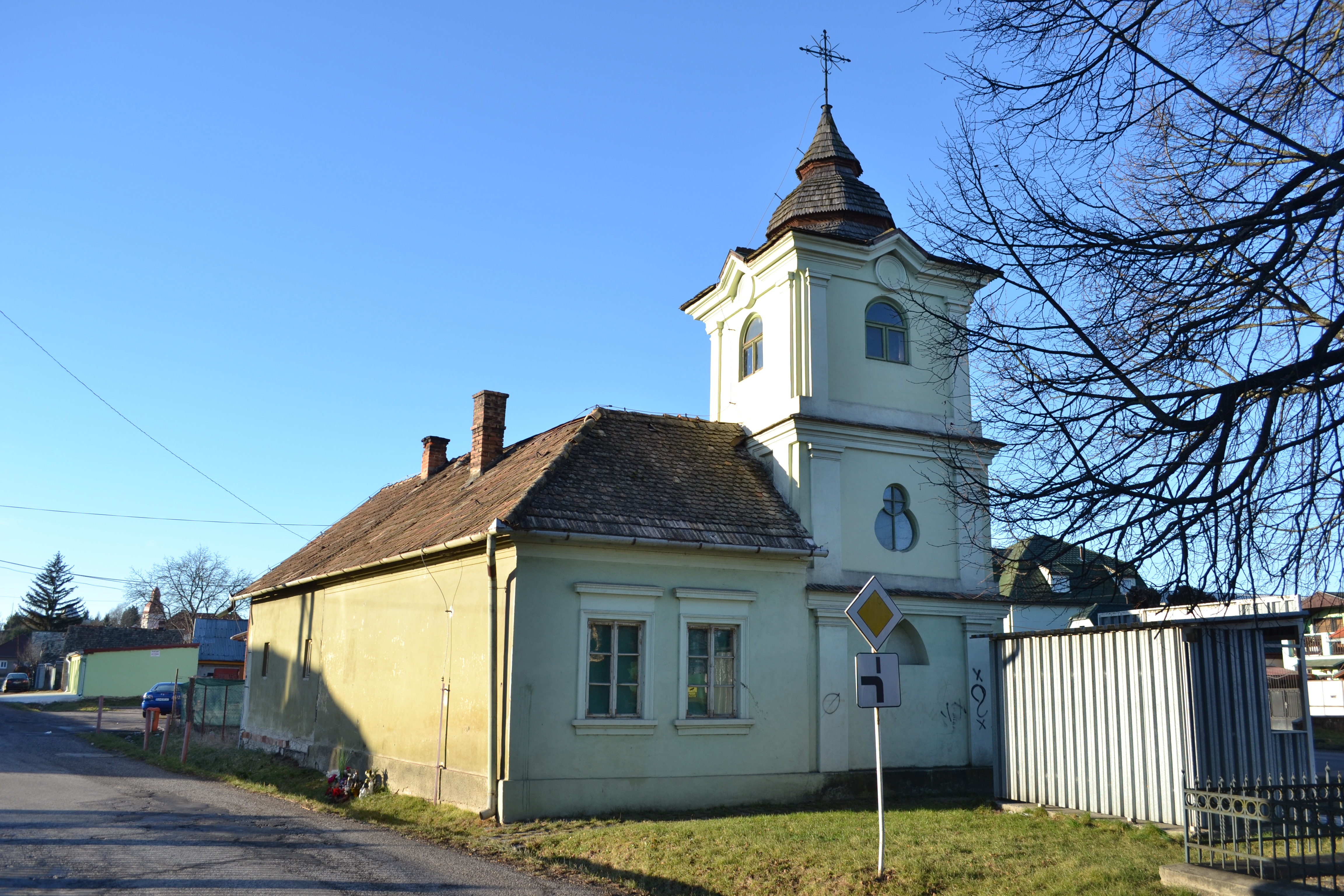
Harangláb

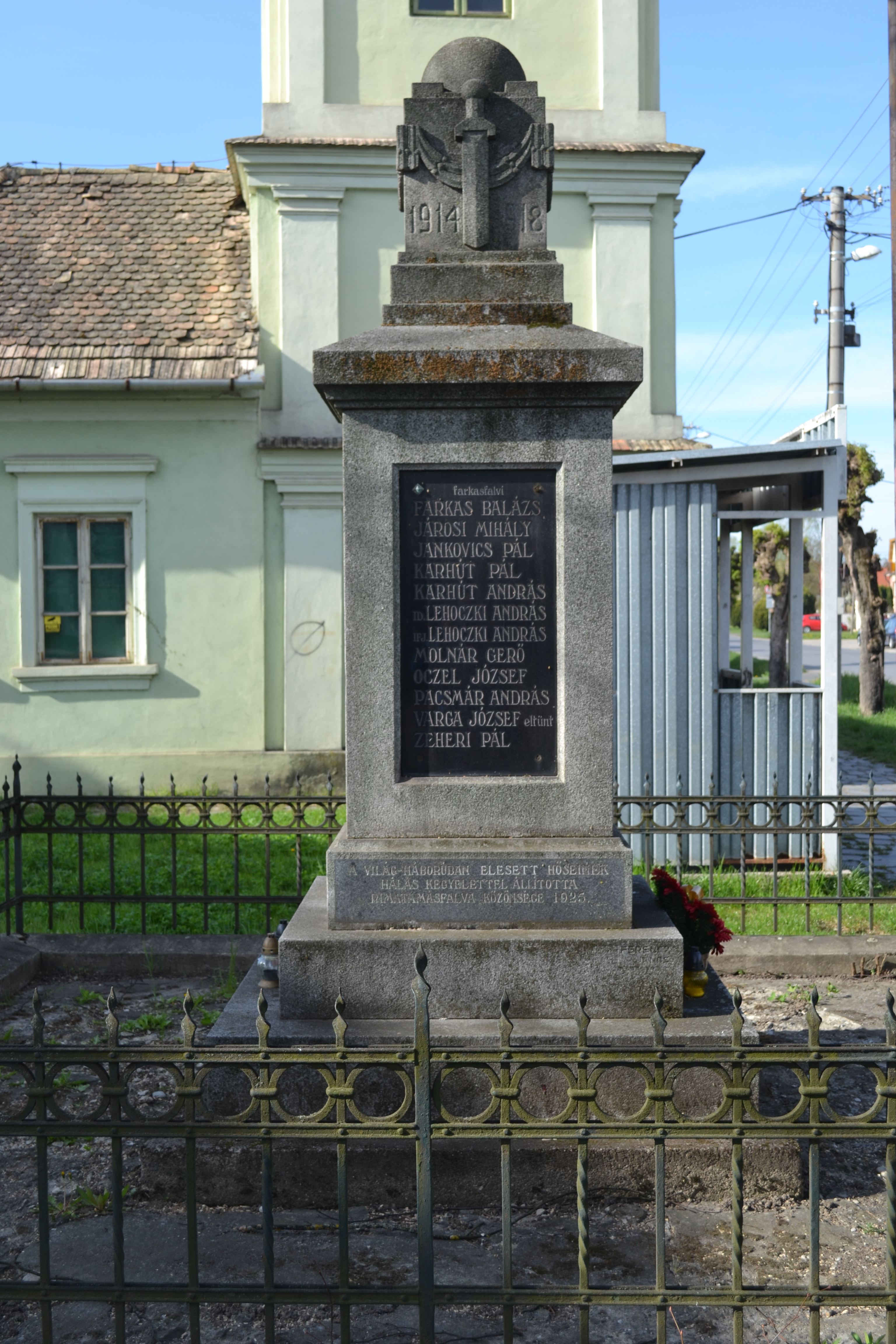
1. világháborús emlékmű

Rimatamásfalva (szlovákul Tomášová, 1902-ig Tamásfalva) Rimaszombat településrésze, 1948-ig önálló község Szlovákiában, a Besztercebányai kerület Rimaszombati járásában.

## Fekvése
Rimatamásfalva egybeépült Rimaszombattal, a városközponttól 1 km-re délnyugatra, a Rima jobb partján fekszik.
Egyike Rimaszombat hét kataszteri területének, területe 14,193 km². 1921-ben a község területe 14,31 km² volt.

## Története
Vályi András szerint: "TAMÁSFALVA. Tót falu Kis Hont Várm. földes Urai Rimaszombat Városa, és több Uraságok, lakosai külömbfélék, fekszik Rimaszombathoz nem meszsze, és annak filiája; Szabatkai, Apáti, Dusai, ’s Kuritzi pusztákkal is határos, szántó földgyei vizesek, teremnek tiszta, kétszeres búzát, rozsot, és zabot; réttye jó, erdeje is van."
Fényes Elek szerint: "Tamásfalu, tót-magyar falu, Gömör és Kis-Honth egyesült vmegyékben, Rimaszombat mellett, ugyhogy külvárosának lehet tekinteni: 63 kath., 872 evang., 94 ref. lak."
Gömör-Kishont vármegye monográfiája szerint: "Tamásfalva, Rimaszombat mellett fekvő magyar kisközség, körjegyzőségi székhely, 182 házzal és 985 róm. kath. vallású lakossal. Földesurai a Zathureczky és a Pongrácz családok voltak, most pedig Rimaszombat városnak van itt nagyobb birtoka. Farkas Ábrahám orsz. képviselőnek csinos kastélya van itt, melyet még a Zathureczkyek építtettek, de a Farkas család kibővítette és átalakíttatta. 1863-ban a község nagyobb része leégett. Templom nincs a községben. Postája, távírója és vasúti állomása Rimaszombat."
A trianoni diktátumig Gömör-Kishont vármegye Rimaszombati járásához tartozott. 1938 és 1944 között újra Magyarország része.
1948-ban csatolták Rimaszombathoz, elsőként ma a városhoz tartozó hat korábbi község közül.

## Nevezetességei
- Kastélya a 19. század elején épült klasszicista stílusban.
- Római kataolikus haranglába a 19. század elején épült.

## Külső hivatkozások
- Csehszlovákiai magyarok lexikona